# Dowlatābād (ort i Iran, Qom)
Dowlatābād (persiska: دولت آباد, دولت آباد آقا) är en ort i Iran.   Den ligger i provinsen Qom, i den centrala delen av landet, 120 km söder om huvudstaden Teheran. Dowlatābād ligger 851 meter över havet och antalet invånare är 184.
Terrängen runt Dowlatābād är platt.Runt Dowlatābād är det ganska tätbefolkat, med 100 invånare per kvadratkilometer. Närmaste större samhälle är Qomrūd, 11,7 km norr om Dowlatābād. Trakten runt Dowlatābād är ofruktbar med lite eller ingen växtlighet.